# 勢見町
勢見町（せいみちょう）は、徳島県徳島市の町名。現行行政地名は勢見町一丁目及び勢見町二丁目。2010年1月現在の徳島市の調査による人口は14人、世帯数は8世帯。郵便番号は〒770-0927。

## 地理
徳島市の東部、市街地の南西部に位置し、西富田地区に属する。北は西富田町、北東は大道四丁目・幟町四丁目・弓町四丁目・伊賀町四丁目の住宅地に接する。東は国道438号に最東部であたり、国道沿いの二軒屋町と接し、南は西二軒屋町、西は南二軒屋町と接する。眉山東部の勢見山東麓にあたり、寺社が多く見られる。かつては地内に参詣者目当ての小店が多く存在したが、現在は勢見山から山麓にかけてわずかな住宅・旅館などが存続するのみである。

### 山岳
- 眉山
- 勢見山

## 歴史
江戸時代は二軒屋町の一部で、観音寺、金刀比羅神社と、観音寺から東へ延びる観音寺通には参詣者目当ての小店があった。 明治以降は富田浦町の一部で、1940年（昭和15年）より現在の町名となった。1941年（昭和16年）に二軒屋町の一部を編入。

### 地名の由来
町名の由来は、勢見山の山裾に位置することによる。勢見については、元暦2年に源義経が屋島に向かう途中、戦勝を祈願した西須賀村の勝占神社で軍勢を見たことにちなむとする伝承があり、同社の末社金毘羅狸が城下の当町に遷座したためとする説もある。

## 交通

### バス
徳島市営バス
- 金刀比羅下

### 道路
- 国道438号

## 施設

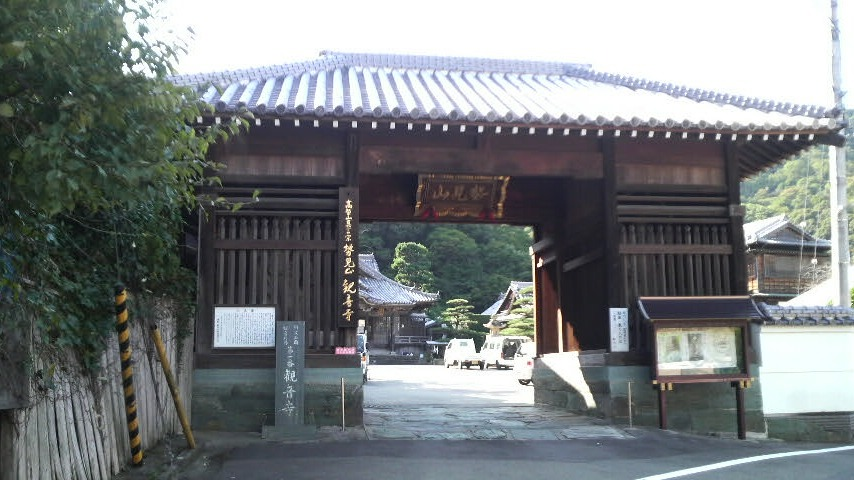
観音寺

- 観音寺
- 金刀比羅神社
- 霊神社
- 勢見山古墳